# SMS König Albert
O SMS König Albert foi um couraçado operado pela Marinha Imperial Alemã e a quinta e última embarcação da Classe Kaiser, depois do SMS Kaiser, SMS Friedrich der Grosse, SMS Kaiserin e SMS Prinzregent Luitpold. Sua construção começou em julho de 1910 na Schichau-Werke e foi lançado ao mar em abril de 1912, sendo comissionado em julho do ano seguinte. Era armado com uma bateria principal de dez canhões de 305 milímetros em cinco torres de artilharia duplas, tinha um deslocamento carregado de 27 mil toneladas e alcançava uma velocidade de 21 nós.
O König Albert teve um início de carreira tranquilo que consistiu principalmente em exercícios de rotina com o resto da frota, realizando também em 1913 um grande cruzeiro para a América do Sul e África. A Primeira Guerra Mundial começou no ano seguinte e o navio participou de maioria das operações da Frota de Alto-Mar alemã durante o conflito, porém não esteve na Batalha da Jutlândia em 1916 porque estava em manutenção. Deu apoio para a Operação Albion em setembro de 1917 e participando da Segunda Batalha da Angra da Heligolândia em outubro do mesmo ano.
A Alemanha foi derrotada em meados de novembro de 1918 e o König Albert se rendeu para a Grande Frota britânica no mesmo mês, sendo internado junto com o resto da Frota de Alto-Mar na base britânica de Scapa Flow, nas Ilhas Órcades. Permaneceu no local pelos meses seguintes enquanto o Tratado de Versalhes era negociado. O couraçado acabou deliberadamente afundado por sua própria tripulação em 21 de junho de 1919 para que não fosse tomado pelos britânicos. Afundou em água rasa e seus destroços foram reflutuados em 1935 e desmontados logo no ano seguinte.